# 田我流
田我流（でんがりゅう、1982年 - ）は、日本のラッパー、音楽プロデューサー、DJ、俳優である。本名は田村 隆（たむら たかし）。

## 概要
「たがりゅう」と呼ばれることがあるが「でんがりゅう」が正しい。

## 経歴
1982年、山梨県一宮町（現在の笛吹市）に生まれた。広告代理店勤務の父親と専業主婦の母親を両親に持つ。高校生の頃にラップを始めた。
高校を卒業した2001年、アメリカ合衆国ニューヨーク州に留学した。2004年に帰国。故郷に戻り、幼馴染たちとstillichimiyaを結成した。
2008年、ソロ・アルバム『作品集 JUST』をリリースした。2011年に公開された映画『サウダーヂ』では、主演のひとりを務めた。2012年、ソロ・アルバム『B級映画のように2』をリリースした。2013年、映像作品『B級TOUR -日本編-』がリリースされた。同作は、前年に行われた全国ツアーの模様をスタジオ石が撮影したDVDのほか、ツアーに帯同した写真家の山口貴裕による写真集が付属している。
2015年、バンド・プロジェクトの「田我流とカイザーソゼ」名義でのアルバム『田我流とカイザーソゼ』をリリースした。2019年、ソロ・アルバム『Ride On Time』をリリースした。

## ディスコグラフィー

### シングル
- Straight Outta 138 / やべ～勢いですげー盛り上がる（2012年）
- Saudade / あの鐘を鳴らすのは、、俺 / ハッピーライフ（2012年）
- アレかも、、（2015年） (田我流とカイザーソゼ)
- Vaporwave（2018年）

### 配信限定シングル
| 発売日         | タイトル                                           | レーベル                        |
| -------------- | -------------------------------------------------- | ------------------------------- |
| 2018年8月22日  | Vaporwave                                          | Mary Joy Recordings             |
| 2018年11月7日  | Simple Man                                         | Mary Joy Recordings             |
| 2019年6月14日  | Wave (feat. C.O.S.A.) [KM Remix]                   | Mary Joy Recordings             |
| 2019年7月8日   | センチメンタル・ジャーニー                         | Mary Joy Recordings             |
| 2020年10月7日  | マイペース / 田我流 & B.I.G.JOE                    | Mary Joy Recordings             |
| 2020年10月28日 | 3rd TIME / 田我流 & KM                             | Mary Joy Recordings             |
| 2021年9月15日  | 我慢                                               | BACK CITY BLUES                 |
| 2022年4月1日   | Easy, You Busy (feat. Ringo)                       | BACK CITY BLUES                 |
| 2022年5月16日  | Idea                                               | BACK CITY BLUES                 |
| 2022年6月16日  | VIBE feat. MILES WORD, 丸, SHEEF THE 3RD, DJ BUNTA | BACK CITY BLUES                 |
| 2023年3月15日  | 風を切って / NORIKIYO/田我流                       | YUKICHI RECORDS&BACK CITY BLUES |
| 2023年8月11日  | Concrete Jungle feat. 黒田卓也                     | BACK CITY BLUES                 |
| 2023年11月10日 | TARAREBA                                           | BACK CITY BLUES                 |

### DVD + 写真集
- B級TOUR -日本編-（2013年）

### 参加作品
| 発売日         | タイトル                                         | 収録曲                                      |
| -------------- | ------------------------------------------------ | ------------------------------------------- |
| 2012年7月11日  | EVISBEATS『ひとつになるとき』                    | ゆれる feat. 田我流                         |
| 2017年8月23日  | G.RINA『夏のめまい feat. 田我流』                | 夏のめまい feat. 田我流                     |
| 2018年5月2日   | EVISBEATS『ムスヒ』                              | 夢の続き feat. 田我流                       |
| 2018年8月22日  | KM『夜のパパ feat. 田我流』                      | 夜のパパ feat. 田我流                       |
| 2018年12月19日 | EVISBEATS『HOLIDAY』                             | 今日は休みだ feat. 田我流 Blue feat. 田我流 |
| 2020年2月28日  | DJ YASA『ANOHI (Utatane Remix) [feat. 田我流]』  | ANOHI (Utatane Remix) [feat. 田我流]        |
| 2020年8月29日  | Ryo Kobayakawa『LAID BACK feat. 田我流』         | LAID BACK feat. 田我流                      |
| 2021年5月26日  | KM『EVERYTHING INSIDE』                          | Distortion (feat. 田我流)                   |
| 2022年1月12日  | C.O.S.A.『Cool Kids』                            | 5PM feat. 田我流                            |
| 2022年10月14日 | Joint Beauty『Crescent Moon feat. 田我流 & ZIN』 | Crescent Moon feat. 田我流 & ZIN            |
| 2022年12月9日  | MonyHorse『MONIBUM』                             | 最期かも feat. 田我流&IO                    |

## フィルモグラフィー

### 長編映画
- サウダーヂ（2011年）
- バンコクナイツ（2016年）

## 主なライブ

### ワンマンライブ・主催イベント
| 開催日                | タイトル                          | 備考               |
| --------------------- | --------------------------------- | ------------------ |
| 2019年6月15日〜7月7日 | Ride On Time Tour                 |                    |
| 2023年11月11日        | ONEMAN LIVE: 田我流「OLD ROOKIE」 | 日比谷野外大音楽堂 |

## 関連文献
- 都築響一『ヒップホップの詩人たち』新潮社、2013年。ISBN 9784103014324。
- 巻紗葉『街のものがたり 新世代ラッパーたちの証言』Pヴァイン、2013年。ISBN 9784907276010。